# Megandrena
Megandrena is een geslacht van vliesvleugelige insecten uit de familie Andrenidae

## Soorten
- M. enceliae (Cockerell, 1927)
- M. mentzeliae Zavortink, 1972